# Global RallyCrosss – Charlotte Motor Speedway 2012
Global RallyCrosss na Charlotte Motor Speedway 2012 – pierwsza runda mistrzostw Global RallyCross sezonu 2012. została rozegrana ona 26 maja na torze Charlotte, jako runda towarzysząca wyścigowi NASCAR Sprint Cup Series. Tor wykorzystywał prostą startową oraz aleję serwisową owalu. Jego nawierzchnia była całkowicie asfaltowa, w niektórych miejscach znajdowały się kałuże wody. Postawiono także niewielką rampę. Rywalizacja odbywała się o zmierzchu, przy sztucznym oświetleniu.

## Lista startowa
| Konstruktor                     | Samochód                    | Zespół                                 | Nr. | Kierowca         |
| ------------------------------- | --------------------------- | -------------------------------------- | --- | ---------------- |
| Olsbergs MSE                    | 2012 Ford Fiesta            | Best Buy Mobile Olsbergs MSE           | 3   | Marcus Grönholm  |
| Olsbergs MSE                    | 2012 Ford Fiesta            | Best Buy Serve Olsbergs MSE            | 17  | David Binks      |
| Olsbergs MSE                    | 2012 Ford Fiesta            | Rockstar Etnies Olsbergs MSE           | 34  | Tanner Foust     |
| Olsbergs MSE                    | 2012 Ford Fiesta            | Rockstar Metal Mulisha Olsbergs MSE    | 38  | Brian Deegan     |
| Olsbergs MSE                    | 2012 Ford Fiesta            | Bluebeam Olsbergs MSE                  | 57  | Toomas Heikkinen |
| Subaru Puma Rallycross Team USA | 2012 Subaru Impreza WRX STI | Subaru Puma Rallycross Team USA        | 11  | Sverre Isachsen  |
| Subaru Puma Rallycross Team USA | 2012 Subaru Impreza WRX STI | Subaru Puma Rallycross Team USA        | 40  | Dave Mirra       |
| Subaru Puma Rallycross Team USA | 2012 Subaru Impreza WRX STI | Subaru Puma Rallycross Team USA        | 81  | Bucky Lasek      |
| Rhys Millen Racing              | 2012 Hyundai Veloster       | Motorcity Disney XD Rhys Millen Racing | 12  | Stéphane Verdier |
| Rhys Millen Racing              | 2012 Hyundai Veloster       | Hyundai Rallycross Rhys Millen Racing  | 67  | Rhys Millen      |
| Scott-Eklund Racing             | 2010 Saab 9-3               | Scott-Eklund Racing                    | 26  | Andy Scott       |
| Scott-Eklund Racing             | 2010 Saab 9-3               | ENEOS Motor Oil Scott-Eklund Racing    | 77  | Samuel Hübinette |
| Team 41                         | Subaru Impreza WRX STI      | Team 41                                | 41  | Richard Burton   |
| Monster World Rally Team        | 2012 Ford Fiesta            | Monster World Rally Team Ford Racing   | 43  | Ken Block        |
| PMR Motorsports                 | 2007 Subaru Impreza WRX STI | PMR Motorsports                        | 47  | Tim Rooney       |
| PMR Motorsports                 | 2007 Subaru Impreza WRX STI | PMR Motorsports                        | 59  | Patrick Moro     |
| Pastrana 199 Racing             | Dodge Dart                  | Pastrana 199 Racing                    | 199 | Travis Pastrana  |

## Kwalifikacje
W kwalifikacjach najszybszy okazał się Marcus Grönholm, pokonując Tannera Fousta. Trzeci czas uzyskał Brian Deegan, czwarty Toomas Heikkinen, a kolejne dwa miejsca zajęli Ken Block i Sverre Isachsen. Na podstawie czasów podzielono kierowców na grupy półfinałowe.

## Wyścig

### Półfinał I - 6 okr.
| Nr | Kierowca        | Zespół                          | Samochód               |
| -- | --------------- | ------------------------------- | ---------------------- |
| 3  | Marcus Grönholm | Olsbergs MSE                    | Ford Fiesta            |
| 43 | Ken Block       | Monster World Rally Team        | Ford Fiesta            |
| 40 | Dave Mirra      | Subaru Puma Rallycross Team USA | Subaru Impreza WRX STI |
| 41 | Richard Burton  | Team 41                         | Subaru Impreza WRX STI |

Zaraz po starcie Grönholm i Block skorzystali ze skrótu wychodząc na prowadzenie. Dwa okrążenia później samochód Burtona zatrzymał się na torze, zaraz za nawrotem. Mirra po przejechaniu skrótem znalazł się na trzeciej pozycji. Ken Block zaczął doganiać Grönholma, ale na czwartym okrążeniu poślizgnął się na kałuży wody, pojechał za szeroko w zakręcie i uderzył w mur. Mimo to pojechał dalej, ale chwilę później uderzył w bandę oddzielającą dwa przeciwne kierunki, po czym wyścig został przerwany. Po naprawieniu bandy wznowiono rywalizację. Z powodu uszkodzeń samochodu Ken Block nie mógł wziąć udziału w restarcie. Podczas startu samochód Burtona nie ruszył z pola startowego. Grönholm objął prowadzenie i od razu pojechał skrótem. Tą samą trasą pojechał Mirra. Na czwartym okrążeniu Mirra obrócił się na kałuży wody, ale skończyło się tylko na niewielkiej stracie czasowej. Grönholm wygrał wyścig, Mirra dojechał drugi.
| Pozycja | Kierowca        | Zespół                          | Samochód               |
| ------- | --------------- | ------------------------------- | ---------------------- |
| 1       | Marcus Grönholm | Olsbergs MSE                    | Ford Fiesta            |
| 2       | Dave Mirra      | Subaru Puma Rallycross Team USA | Subaru Impreza WRX STI |
| 3       | Richard Burton  | Team 41                         | Subaru Impreza WRX STI |
| 4       | Ken Block       | Monster World Rally Team        | Ford Fiesta            |

### Półfinał II - 6 okr.
| Nr | Kierowca        | Zespół                          | Samochód               |
| -- | --------------- | ------------------------------- | ---------------------- |
| 34 | Tanner Foust    | Olsbergs MSE                    | Ford Fiesta            |
| 11 | Sverre Isachsen | Subaru Puma Rallycross Team USA | Subaru Impreza WRX STI |
| 12 | Stéphan Verdier | Rhys Millen Racing              | Hyundai Veloster       |
| 59 | Patrick Moro    | PMR Motorsports                 | Subaru Impreza WRX STI |

Na starcie Foust wyszedł na prowadzenie i od razu pojechał skrótem, to samo uczynił Verdier, a także Isachsen, który miał problem na starcie. Na następnym okrążeniu skrótem poszedł Moro i znalazł się na trzeciej pozycji. Isachsen w końcu postanowił wycofać się z rywalizacji, a Foust dowiózł bezproblemowo pierwsze miejsce do mety.
| Pozycja | Kierowca        | Zespół                          | Samochód               |
| ------- | --------------- | ------------------------------- | ---------------------- |
| 1       | Tanner Foust    | Olsbergs MSE                    | Ford Fiesta            |
| 2       | Stéphan Verdier | Rhys Millen Racing              | Hyundai Veloster       |
| 3       | Patrick Moro    | PMR Motorsports                 | Subaru Impreza WRX STI |
| 4       | Sverre Isachsen | Subaru Puma Rallycross Team USA | Subaru Impreza WRX STI |

### Półfinał III - 6 okr.
| Nr  | Kierowca        | Zespół              | Samochód               |
| --- | --------------- | ------------------- | ---------------------- |
| 38  | Brian Deegan    | Olsbergs MSE        | Ford Fiesta            |
| 17  | David Binks     | Olsbergs MSE        | Ford Fiesta            |
| 47  | Tim Ronney      | PMR Motorsports     | Subaru Impreza WRX STI |
| 199 | Travis Pastrana | Pastrana 199 Racing | Dodge Dart             |

Po starcie Deegan wyszedł na prowadzenie i od razu pojechał skrótem. Rooney został trochę z tyłu. W nawrocie Pastarna zaatakował Binksa, doszło do kontaktu między tymi dwoma zawodnikami, ale Binks utrzymał swoją pozycję. W następnym nawrocie Pastrana ponownie zaatakował Binksa, znów doszło do kontaktu, ale tym razem to Pastrana wszedł pierwszy w następny zakręt. Binks i Roney poszli skrótem. Deegan zatrzymał się na drugim okrążeniu z powodu problemów technicznych. Na kolejnym okrążeniu Pastrana skorzystał ze skrótu i wysunął się na prowadzenie, lecz Binks był tuż za nim. Mimo to nie udało mu się zaatakować Pastrany aż do mety wyścigu.
| Pozycja | Kierowca        | Zespół              | Samochód               |
| ------- | --------------- | ------------------- | ---------------------- |
| 1       | Travis Pastrana | Pastrana 199 Racing | Dodge Dart             |
| 2       | David Binks     | Olsbergs MSE        | Ford Fiesta            |
| 3       | Tim Ronney      | PMR Motorsports     | Subaru Impreza WRX STI |
| 4       | Brian Deegan    | Olsbergs MSE        | Ford Fiesta            |

### Półfinał IV - 6 okr.
| Nr | Kierowca         | Zespół                          | Samochód               |
| -- | ---------------- | ------------------------------- | ---------------------- |
| 57 | Toomas Heikkinen | Olsbergs MSE                    | Ford Fiesta            |
| 77 | Samuel Hübinette | Scott-Eklund Racing             | Saab 9-3               |
| 67 | Rhys Millen      | Rhys Millen Racing              | Hyundai Veloster       |
| 81 | Bucky Lasek      | Subaru Puma Rallycross Team USA | Subaru Impreza WRX STI |
| 26 | Andy Scott       | Scott-Eklund Racing             | Saab 9-3               |

Na starcie Heikkinen wysunął się na prowadzenie i od razu skorzystał ze skrótu, a za nim pojechał Hübinette. Na trzeciej pozycji znalazł się Scott, który po pojechaniu skrótem na pierwszym okrążeniu znalazł się tuż za Szwedem. Na kolejnym okrążeniu ze skrótu skorzystał Millen, wyjeżdżając na czwartej pozycji. Na trzecim okrążeniu Hübinette zaatakował Heikkinena w nawrocie i wyszedł na prowadzenie, którego nie oddał już do mety.
| Pozycja | Kierowca         | Zespół                          | Samochód               |
| ------- | ---------------- | ------------------------------- | ---------------------- |
| 1       | Samuel Hübinette | Scott-Eklund Racing             | Saab 9-3               |
| 2       | Toomas Heikkinen | Olsbergs MSE                    | Ford Fiesta            |
| 3       | Andy Scott       | Scott-Eklund Racing             | Saab 9-3               |
| 4       | Rhys Millen      | Rhys Millen Racing              | Hyundai Veloster       |
| 5       | Bucky Lasek      | Subaru Puma Rallycross Team USA | Subaru Impreza WRX STI |

### Wyścig ostatniej szansy - 3 okr.
| Nr | Kierowca        | Zespół                          | Samochód               |
| -- | --------------- | ------------------------------- | ---------------------- |
| 47 | Tim Ronney      | PMR Motorsports                 | Subaru Impreza WRX STI |
| 59 | Patrick Moro    | PMR Motorsports                 | Subaru Impreza WRX STI |
| 41 | Richard Burton  | Team 41                         | Subaru Impreza WRX STI |
| 26 | Andy Scott      | Scott-Eklund Racing             | Saab 9-3               |
| 11 | Sverre Isachsen | Subaru Puma Rallycross Team USA | Subaru Impreza WRX STI |
| 67 | Rhys Millen     | Rhys Millen Racing              | Hyundai Veloster       |
| 81 | Bucky Lasek     | Subaru Puma Rallycross Team USA | Subaru Impreza WRX STI |
| 43 | Ken Block       | Monster World Rally Team        | Ford Fiesta            |

Do wyścigu najlepiej ruszył Isachsen, a tuż za nim znalazł się Scott. Już na starcie Rhys Millen skorzystał ze skrótu obejmując prowadzenie, a za nim pojechali Tim Rooney, i Ken Block, który kiepsko wystartował. Na pierwszym okrążeniu ze skrótu skorzystał Isachsen obejmując prowadzenie, a także Scott, który awansował na trzecią pozycję. Na następnym okrążeniu problemy techniczne dopadły Isachsena odbierając mu pierwsze miejsce. Na ostatnim okrążeniu Millen poślizgnąwszy się na kałuży wody pojechał za szeroko w jednym z zakrętów, co pozwoliło Scottowi objąć prowadzenie.
| Pozycja | Kierowca        | Zespół                          | Samochód               |
| ------- | --------------- | ------------------------------- | ---------------------- |
| 1       | Andy Scott      | Scott-Eklund Racing             | Saab 9-3               |
| 2       | Rhys Millen     | Rhys Millen Racing              | Hyundai Veloster       |
| 3       | Bucky Lasek     | Subaru Puma Rallycross Team USA | Subaru Impreza WRX STI |
| 4       | Sverre Isachsen | Subaru Puma Rallycross Team USA | Subaru Impreza WRX STI |
| 5       | Tim Ronney      | PMR Motorsports                 | Subaru Impreza WRX STI |
| 6       | Patrick Moro    | PMR Motorsports                 | Subaru Impreza WRX STI |
| 7       | Ken Block       | Monster World Rally Team        | Ford Fiesta            |
| 8       | Richard Burton  | Team 41                         | Subaru Impreza WRX STI |

### Finał - 8 okr.
| Nr  | Kierowca         | Zespół                          | Samochód               |
| --- | ---------------- | ------------------------------- | ---------------------- |
| 3   | Marcus Grönholm  | Olsbergs MSE                    | Ford Fiesta            |
| 34  | Tanner Foust     | Olsbergs MSE                    | Ford Fiesta            |
| 199 | Travis Pastrana  | Pastrana 199 Racing             | Dodge Dart             |
| 77  | Samuel Hübinette | Scott-Eklund Racing             | Saab 9-3               |
| 57  | Toomas Heikkinen | Olsbergs MSE                    | Ford Fiesta            |
| 17  | David Binks      | Olsbergs MSE                    | Ford Fiesta            |
| 12  | Stephan Verdier  | Rhys Millen Racing              | Hyundai Veloster       |
| 40  | Dave Mirra       | Subaru Puma Rallycross Team USA | Subaru Impreza WRX STI |
| 26  | Andy Scott       | Scott-Eklund Racing             | Saab 9-3               |
| 67  | Rhys Millen      | Rhys Millen Racing              | Hyundai Veloster       |

Do wyścigu najlepiej wystartował Tanner Foust, a tuż za nim znalazł się Travis Pastrana. Grönholm, Heikkinen, Binks, Millen, Scott i Mirra skorzystali ze skrótu już na starcie. Na wyjeździe ze skrótu Heikkinen uderzył w tył Grönholma, ten jednak utrzymał pierwszą pozycję. Binks natomiast wykorzystał okazję i znalazł się przed Heikkinenem. Fin szybko jednak odzyskał swoją pozycję, a chwilę później także Millen i Scott wyprzedzili Brytyjczyka. Na pierwszym okrążeniu ze skrótu skorzystali Foust i Pastrana, po czym awansowali na odpowiednio drugą i trzecią pozycję. Heikkinen był jednak blisko Pastrany i zaatakował go w nawrocie. Doszło do kontaktu, w wyniku którego Pastrana uderzył w ścianę i uszkodził zawieszenie. Heikkinen natomiast awansował na trzecią pozycję. Na następnym okrążeniu Binks zblokował koła na dohamowaniu i jego samochód wpadł w bariery wypełnione wodą. Bariery te, stojące od tego momentu na środku toru stanowiły kolejne utrudnienie dla zawodników. Po pojechaniu skrótem Mirra znalazł się na drugiej pozycji, a Scott na piątej. Na czwartym okrążeniu Foust wyprzedził Mirrę, który na kolejnym okrążeniu został obrócony przez Heikkinena i zakończył w ten sposób swój udział w wyścigu. W tym czasie trwał zacięty pojedynek między Hübinettem, Heikkinenem i Scottem o trzecią pozycję. Dwa okrążenia przed metą Fin spróbował ataku, uderzył nawet w samochód Szweda, jednak zabrakło miejsca do wyprzedzenia. Kilka zakrętów później, na wyjściu na prostą zaatakował znowu, tym razem manewr zakończył się sukcesem. Na przedostatnim okrążeniu ze skrótu skorzystał Verdier, wyjeżdżając tuż za Scottem. Opóźnił on mocno dohamowanie, dzięki czemu wyprzedził Brytyjczyka, uderzył jednak przy okazji Hubinette'a, który obrócił się na torze. Marcus Grönholm dowiózł pierwsze miejsce do mety, a na drugim miejscu znalazł się Tanner Foust. Trzeci na mecie Heikkinen został ukarany za swoją jazdę czarną flagą, co oznaczało, że został sklasyfikowany na ostatnim, 10. miejscu w finale.
| Pozycja | Kierowca         | Zespół                          | Samochód               |
| ------- | ---------------- | ------------------------------- | ---------------------- |
| 1       | Marcus Grönholm  | Olsbergs MSE                    | Ford Fiesta            |
| 2       | Tanner Foust     | Olsbergs MSE                    | Ford Fiesta            |
| 3       | Stéphan Verdier  | Rhys Millen Racing              | Hyundai Veloster       |
| 4       | Andy Scott       | Scott-Eklund Racing             | Saab 9-3               |
| 5       | Samuel Hubinette | Scott-Eklund Racing             | Saab 9-3               |
| 6       | Rhys Millen      | Rhys Millen Racing              | Hyundai Veloster       |
| 7       | David Binks      | Olsbergs MSE                    | Ford Fiesta            |
| 8       | Dave Mirra       | Subaru Puma Rallycross Team USA | Subaru Impreza WRX STI |
| 9       | Travis Pastrana  | Pastrana 199 Racing             | Dodge Dart             |
| 10      | Toomas Heikkinen | Olsbergs MSE                    | Ford Fiesta            |

## Klasyfikacja po wyścigu
| Pozycja | Kierowca         | Punkty |
| ------- | ---------------- | ------ |
| 1       | Marcus Grönholm  | 22     |
| 2       | Tanner Foust     | 19     |
| 3       | Stéphan Verdier  | 15     |
| 4       | Andy Scott       | 13     |
| 5       | Samuel Hubinette | 13     |
| 6       | Rhys Millen      | 11     |
| 7       | David Binks      | 10     |
| 8       | Travis Pastrana  | 9      |
| 9       | Dave Mirra       | 9      |
| 10      | Toomas Heikkinen | 8      |
| 11      | Bucky Lasek      | 6      |
| 12      | Sverre Isachsen  | 5      |
| 13      | Tim Ronney       | 4      |
| 14      | Patrick Moro     | 3      |
| 15      | Brian Deegan     | 2      |
| 16      | Ken Block        | 2      |
| 17      | Richard Burton   | 0      |